# Geminiano Lira Castro
Geminiano Lira Castro (Pará, 1863 — Rio de Janeiro, 1936) foi um político brasileiro.
Foi ministro da Agricultura no Governo Washington Luís, de 16 de novembro de 1926 a 24 de outubro de 1930.